# Jhonathan Ramis
Jhonathan Raphael Ramis Persíncula (ur. 6 listopada 1989 w Artigas) – urugwajski piłkarz występujący na pozycji napastnika, obecnie zawodnik meksykańskiego Pumas UNAM.

## Kariera klubowa
Ramis jest wychowankiem akademii juniorskiej czołowego klubu w kraju – zespołu CA Peñarol ze stołecznego Montevideo. Do pierwszej drużyny został włączony jako dziewiętnastolatek przez szkoleniowca Mario Saraleguiego i w urugwajskiej Primera División zadebiutował w 2008 roku. Premierowego gola w najwyższej klasie rozgrywkowej strzelił natomiast 15 marca 2009 w wygranym 2:0 spotkaniu z Cerro Largo. Kilka miesięcy potem został podstawowym zawodnikiem zespołu, jednak na dłuższą metę nie potrafił sobie wywalczyć miejsca w wyjściowym składzie, mając za konkurentów do gry w ataku graczy takich jak Antonio Pacheco, Carlos Bueno czy Diego Alonso. W styczniu 2010 udał się na wypożyczenie do hiszpańskiego drugoligowca Cádiz CF, gdzie spędził jako rezerwowy pół roku, na koniec sezonu 2009/2010 spadając z nim do trzeciej ligi.
Wiosną 2011, po krótkim pobycie w Peñarolu, Ramis został wypożyczony do chińskiej ekipy Nanchang Hengyuan, dołączając w niej do swojego rodaka Diego Very. W tamtejszej Chinese Super League zadebiutował 1 kwietnia 2011 w przegranej 0:2 konfrontacji z Hangzhou Greentown, zaś jedyną bramkę zdobył 8 maja tego samego roku w przegranym 1:4 meczu z Qingdao Jonoon. Po upływie pół roku powrócił do ojczyzny, na zasadzie wypożyczenia zasilając stołeczny Club Atlético Bella Vista, gdzie również spędził pół roku bez większych sukcesów, po czym udał się na kolejne sześciomiesięczne wypożyczenie do innej drużyny ze stolicy – Centro Atlético Fénix. W tym walczącym o utrzymanie zespole pełnił jednak niemal wyłącznie rolę rezerwowego, nie notując poważniejszych osiągnięć.
W lipcu 2012 Ramis, ponownie na zasadzie wypożyczenia, przeszedł do argentyńskiego drugoligowca Club Atlético Aldosivi z miasta Mar del Plata. Jego barwy reprezentował przez rok, notując udany sezon, co zaowocowało transferem do występującego na pierwszym szczeblu rozgrywek zespołu Godoy Cruz Antonio Tomba. W argentyńskiej Primera División zadebiutował 2 sierpnia 2013 w wygranym 3:1 pojedynku z Argentinos Juniors, zaś po raz pierwszy wpisał się na listę strzelców 7 września tego samego roku w wygranym 1:0 spotkaniu z Colónem, jednak przez cały pobyt w prowadzonej przez Martína Palermo ekipie przeważnie pojawiał się na boiskach w roli rezerwowego. Po upływie roku wyjechał do Ekwadoru, zasilając tamtejszy LDU Quito z siedzibą w stolicy; w tamtejszej Serie A zadebiutował 9 sierpnia 2014 w zremisowanej 1:1 konfrontacji z LDU Loja, natomiast pierwszego gola zdobył 27 sierpnia tego samego roku w wygranym 3:0 meczu z Deportivo Quito. Ogółem w LDU grał jako podstawowy skrzydłowy przez sześć miesięcy.
Wiosną 2015 Ramis razem ze swoim rodakiem i kolegą klubowym Gerardo Alcobą został zawodnikiem meksykańskiego klubu Pumas UNAM ze stołecznego miasta Meksyk. W Liga MX zadebiutował 18 stycznia 2015 w przegranym 1:2 pojedynku z Guadalajarą.
| Sezon     | Klub                      | Kraj      | Rozgrywki            | Mecze | Bramki |
| --------- | ------------------------- | --------- | -------------------- | ----- | ------ |
| 2008/2009 | CA Peñarol                | Urugwaj   | Primera División     | 11    | 2      |
| 2009/2010 | CA Peñarol                | Urugwaj   | Primera División     | 12    | 6      |
| 2009/2010 | Cádiz CF                  | Hiszpania | Segunda División     | 12    | 1      |
| 2010/2011 | CA Peñarol                | Urugwaj   | Primera División     | 5     | 0      |
| 2011      | Nanchang Hengyuan         | Chiny     | Chinese Super League | 7     | 1      |
| 2011/2012 | Club Atlético Bella Vista | Urugwaj   | Primera División     | 11    | 0      |
| 2011/2012 | Centro Atlético Fénix     | Urugwaj   | Primera División     | 9     | 1      |
| 2012/2013 | Club Atlético Aldosivi    | Argentyna | Primera B Nacional   | 33    | 4      |
| 2013/2014 | Godoy Cruz Antonio Tomba  | Argentyna | Primera División     | 18    | 3      |
| 2014      | LDU Quito                 | Ekwador   | Serie A              | 17    | 5      |
| 2014/2015 | Pumas UNAM                | Meksyk    | Liga MX              | 12    | 0      |
| 2015/2016 | Pumas UNAM                | Meksyk    | Liga MX              |       |        |